# Rhamma arria
Rhamma arria is een vlinder uit de familie van de Lycaenidae. De wetenschappelijke naam van de soort werd als Thecla arria in 1870 gepubliceerd door William Chapman Hewitson.

## Synoniemen
- Thecla mirma Hewitson, 1878
- Rhamma roberti Johnson, 1992
- Pontirama lorena Johnson, 1992
- Shapiroana circe Johnson, 1992
- Shapiroana aurifera Johnson, 1992
- Shapiroana macphersoni Johnson, 1992
- Paralustrus paccius Johnson, 1992
- Rhamma argentopicta Le Crom & Johnson, 1997